# Li Kuang-jao
Li Kuang-jao (kínaiul: 李光耀, pinjin átírással: Lǐ Guāngyào, nyugatiasan: Lee Kuan Yew; Szingapúr, 1923. szeptember 16. – Szingapúr, 2015. március 23.) szingapúri politikus, jogász, a független Szingapúr megalapozója és az első miniszterelnöke 1959-től 1990-ig.

## Élete
Negyedik generációs szingapúri családba született. Nagyapja hakka származású kínai emigráns volt. Li Kuan Ju 1923-ban született az akkori brit mandátumterületen. Iskoláit szülővárosában végezte és a második világháború alatt a japán megszállás idején megszakította egyetemi tanulmányait a Szingapúri Nemzeti Egyetemen. Ez időben japánul tanult, és egy helyi textilkereskedő vállalatnál dolgozott titkárként. A háború után Londonba ment, ahol a London School of Economicson, később a Cambridge-i Egyetemen tanult.
Visszatérve hazájába ügyvédként dolgozott, majd politikai pályára lépett. Ő lett az első szingapúri miniszterelnök, 1959 és 1990 között vezette országát. 1965-ben az ő irányítása mellett a délkelet-ázsiai városállam elszakadt Malajziától. Miniszterelnöki tisztségéről 1990-ben mondott le, de 1992-ig még a kormányzó párt elnöke maradt. Idősebb fia Li Hszien Lung szintén politikus, aki 2004-től lett Szingapúr miniszterelnöke.
Emiatt a diktatórikus kormányzása miatt is kritikával találkozott.

## Könyvei magyarul
- A harmadik világból az elsőbe. A "szingapúri sztori": 1965–2000. Szingapúr és Ázsia gazdasági fellendülése; ford. Hernádi András; MTA Világgazdasági Kutatóintézete, Bp., 2003
- A világ, ahogy én látom; ford. Forgács Ildikó; Antall József Tudásközpont, Bp., 2018
- A harmadik világból az elsőbe. A "szingapúri sztori": 1965–2000; ford. Hernádi András; bőv., jav. kiad.; Antall József Tudásközpont, Bp., 2018